# Andrei Alexejewitsch Alexejew
Andrei Alexejewitsch Alexejew (russisch Андрей Алексеевич Алексеев, * 15. Oktober 1990) ist ein russischer Biathlet.
Andrei Alexejew ist Sportstudent an der Staatlichen Pädagogischen Akademie Kareliens. Er kam beim IBU-Sommercup 2009 in Ostrow zu seinen ersten internationalen Einsätzen. Im Sprint zeigte er als einziger der 32 Starter eine fehlerfreie Leistung und belegte damit hinter Michail Kotschkin und Artjom Uschakow den dritten Rang. Dabei ließ er mit unter anderem Alexei Tschurin und Sergei Kljatschin auch namhafte Starter hinter sich. Auch im Verfolgungsrennen war nur Sergei Danilenko mit zwei Fehlern um einen Fehler besser im Schießen. Mit seinen drei Fehlern fiel Alexejew dennoch aus den Podestplätzen und wurde am Ende Sechster.